# 蕭奉先
蕭奉先（しょう ほうせん、? - 1123年）は、遼（契丹）の外戚。契丹名（小字）は得里底（デリティ）。
宰相の蕭継先の玄孫にあたり、蕭昂・蕭昱らの父。蕭嗣先の兄。妹の蕭皇后が天祚帝の后となり、もうひとりの妹の蕭元妃も妃となり、梁王耶律雅里（次男）・秦王耶律定（五男）・許王耶律寧（末子）を生んだことで、帝に篤く信任された。そのために北院枢密使に任命され、蘭陵郡王に冊封された。また次男の蕭昱が天祚帝の駙馬（娘婿）であった。

## 経歴
弟の蕭嗣先が将軍として、金の太祖の軍勢と戦って大敗してしまった。従来なら蕭嗣先は天祚帝から厳刑を受ける立場だったが、兄のとりなしで罪は問われなかった。以後から蕭奉先の専横もあり、遼の軍紀は腐敗にまみれて、対金との戦いで連敗を繰り返した。
保大元年（1121年）、蕭奉先は、妹の子の秦王耶律定を皇太子にする構想を練り出した。そのためには、天祚帝の嫡子で太子候補の晋王耶律敖盧斡と遼の宗室でもある上京路都統・金吾衛大将軍の耶律余睹と（晋王の叔母の夫）の存在が邪魔だった。
そこで、蕭奉先は一案を浮かび、天祚帝に上訴した。彼は「余睹は、晋王を擁立する陰謀の模様である」と讒言してしまった。天祚帝はまったく蕭奉先の言葉を疑わず、直ちに耶律敖盧斡・耶律余睹一味の鎮圧に動いた。
そのため、外征中の耶律余睹は身の危険を感じてしまい、やむなく金に降ってしまった。まもなく耶律敖盧斡の生母の蕭文妃は賜死を受け、保大2年（1122年）正月に耶律敖盧斡も絞首刑に処され、その一族も連坐で皆殺しの刑に処されてしまった。蕭奉先の希望通りに秦王耶律定が太子となった。
しかし、同年3月7日に天祚帝は親征したが、入来山で金に敗れ、燕京には戻らず長春に逃れた。まもなく西の山西雲中の陰山に潜伏した。3月17日、留守を預かった皇族の耶律大石は李処温（かつて蕭奉先の推薦を受けた）とともに、天祚帝の従父の耶律淳（天錫帝）を擁立し、天祚帝を「湘陰王」に降格して、「北遼」を建国してしまった。
6月に天錫帝が亡くなり、蕭奉先の甥で太子の秦王耶律定が擁立され、天錫帝未亡人が摂政として補佐した。保大3年（1123年）正月に耶律定は金の猛攻に耐えきれず、陰山にいる父帝のもとを頼った。2月、天錫帝未亡人は「湘陰王降格」の廉で誅殺され、耶律定はもとの太子に戻された。
同年5月に今度は、もうひとりの甥の梁王耶律雅里が「北遼」の皇帝として擁立され、再び自立してしまった。まもなく、蕭奉先は陰山にて天祚帝の寵愛を失い、子の蕭昂・蕭昱と弟の蕭嗣先とともに誅殺された。
『遼史』での蕭奉先評は「挟私滅公」（滅私奉公の反義語）と記されている。

## 伝記資料
- 『遼史』巻102 列伝第32
- 『契丹国志』巻19